# Kiana (Alaska)
Pour les articles homonymes, voir Kiana.
Kiana est une localité d'Alaska aux États-Unis située dans le Borough de Northwest Arctic, sa population était de 361 habitants en 2010.
Elle est située à 92 km à vol d'oiseau de Kotzebue et est traversée par la Rivière Squirrel.
Les températures moyennes vont de −23 °C à −9 °C en janvier et de 4 °C à 16 °C en juillet.
Kiana signifie l'endroit où trois rivières se rencontrent, nom donné par les Esquimaux Iñupiat qui s'y étaient installés. En 1909 le village devint un centre d'approvisionnement pour les prospecteurs de la rivière Squirrel, la poste a ouvert en 1915.
L'économie locale est une économie de subsistance avec la chasse, la pêche et la cueillette. Toutefois certains habitants travaillent dans les mines de Red Dog Mine. Le village possède trois magasins d'alimentation et de fournitures générales ce qui fait de lui un des mieux approvisionnés du borough.

## Démographie
| 1920 | 1930 | 1940 | 1950 | 1960 | 1970 |
| ---- | ---- | ---- | ---- | ---- | ---- |
| 98   | 115  | 167  | 181  | 253  | 278  |

| 1980 | 1990 | 2000 | 2010 | - | - |
| ---- | ---- | ---- | ---- | - | - |
| 345  | 385  | 388  | 361  | - | - |

## Sources et références
- (en) Cet article est partiellement ou en totalité issu de l’article de Wikipédia en anglais intitulé « Kiana, Alaska » (voir la liste des auteurs).
- (en) CIS

1. ↑  « Statistiques des États-Unis - Alaska - Profils des communautés de 2010 » (consulté en novembre 2020)